# Пенни, Джанфранческо
Джанфранческо (Джованни Франческо) Пенни (итал. Giovan Francesco Penni; 10 марта 1488, Флоренция — 1528, Неаполь), прозванный «Фатторе» (il Fattore — делец, труженик), — итальянский живописец, рисовальщик и гравёр. «Рафаэлеск» — ученик и помощник Рафаэля Санти.

## Биография
Джованни Франческо был сыном флорентийского медика Баттисты Пенни. Прозвание «Fattore», записанное в документах и источниках, происходит от того, что он был зачислен «с детства», возможно, уже во флорентийские годы, в мастерскую Рафаэля с обязанностями ученика или «камергера», но и для того, чтобы отличать его от младшего брата, также ученика Рафаэля — Луки Пенни. В мастерской Рафаэля Джанфранческо, вероятно, выполнял ещё и функции секретаря и в этой роли последовал за учителем в Рим в 1508 году (или в 1510) году.
Работу Джанфранческо трудно отделить от работы других учеников и помощников Рафаэля в его большой мастерской, с трудом справлявшейся с обилием заказов. Дж. Вазари в своих «Жизнеописаниях» называет росписи гротесками Ватиканских лоджий в числе первых работ Пенни «в компании Джованни да Удине, Перино дель Вага и других выдающихся мастеров» (Вазари,IV, с. 332). Совместно с Рафаэлем Джанфранческо Пенни работал также над росписями «станц» в Ватиканском дворце (вероятно, монохромных частей) и над фресками виллы Фарнезина в Риме (1511—1520). Многочисленные рисунки пером и тушью, акварелью, мелом и углём также предположительно приписывают Пенни.
После смерти Рафаэля Джован Франческо вместе с Джулио Романо унаследовали мастерскую учителя и самое важное из папских заданий — росписи Зала Константина в Ватикане, заказанные Рафаэлю папой Львом X в 1517 году. Рафаэль не успел выполнить это задание, и зал расписывали ученики. В зале Константина Джанфранческо написал основную часть фрески «Крещение Константина». Примерно в 1522 году по сообщению Вазари Джован Франческо Пенни ненадолго вернулся во Флоренцию и расписал фресками скинию на вилле Людовико Каппони в Монтуги. Пенни работал вместе с Перино дель Вага. В сотрудничестве с Джулио Романо им было написано «Вознесение Девы Марии» (Ассунта) в монастыре Монте-Лучи в Перуджии. Пенни участвовал также в создании картонов для шпалер с картинами из жизни Христа для зала консисторий в Ватикане по заказу папы Климента VII.
В 1526 году он покинул Рим и отправился в Мантую. Как писал Джорджо Вазари, Пенни был плохо принят в Мантуе, хотя и выполнил там фрески для Палаццо дель Те. Поссорившись вскоре с Романо, он уехал в Ломбардию, затем жил в Риме, а последние годы провёл в Неаполе, где жил с 1526 года и работал у маркиза Васто.
Художник скончался в Неаполе в 1528 году. Имел несколько ставших впоследствии знаменитыми учеников. Его картины хранятся в Неаполитанском и Ватиканском музеях, в Дрезденской галерее, в музее Штутгарта и некоторых других собраниях. Двое его братьев также были художниками: Лука Пенни работал во Франции при дворе Фонтенбло; Бартоломео служил при дворе Генриха VIII в Англии.

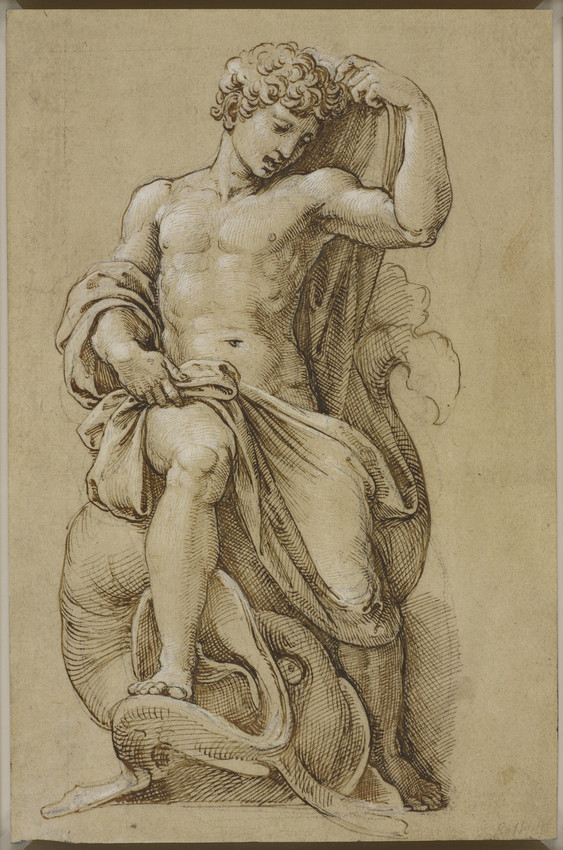
Иона. Между 1520 и 1523. Бумага, сепия, перо, белила. Частное собрание
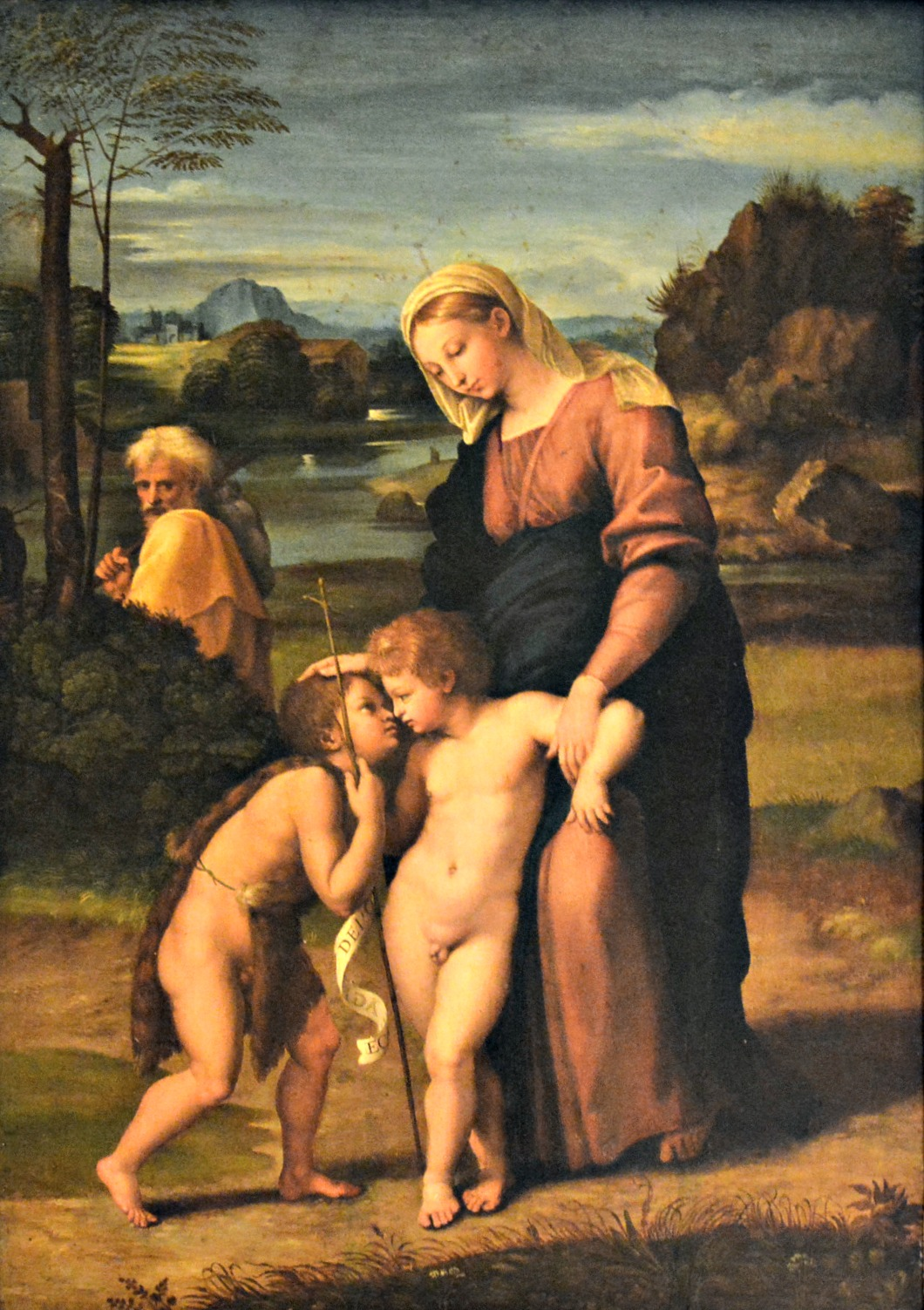
Рафаэль и Дж. Ф. Пенни. Maдонна с младенцами Иисусом и Иоанном Крестителем. Дерево, масло
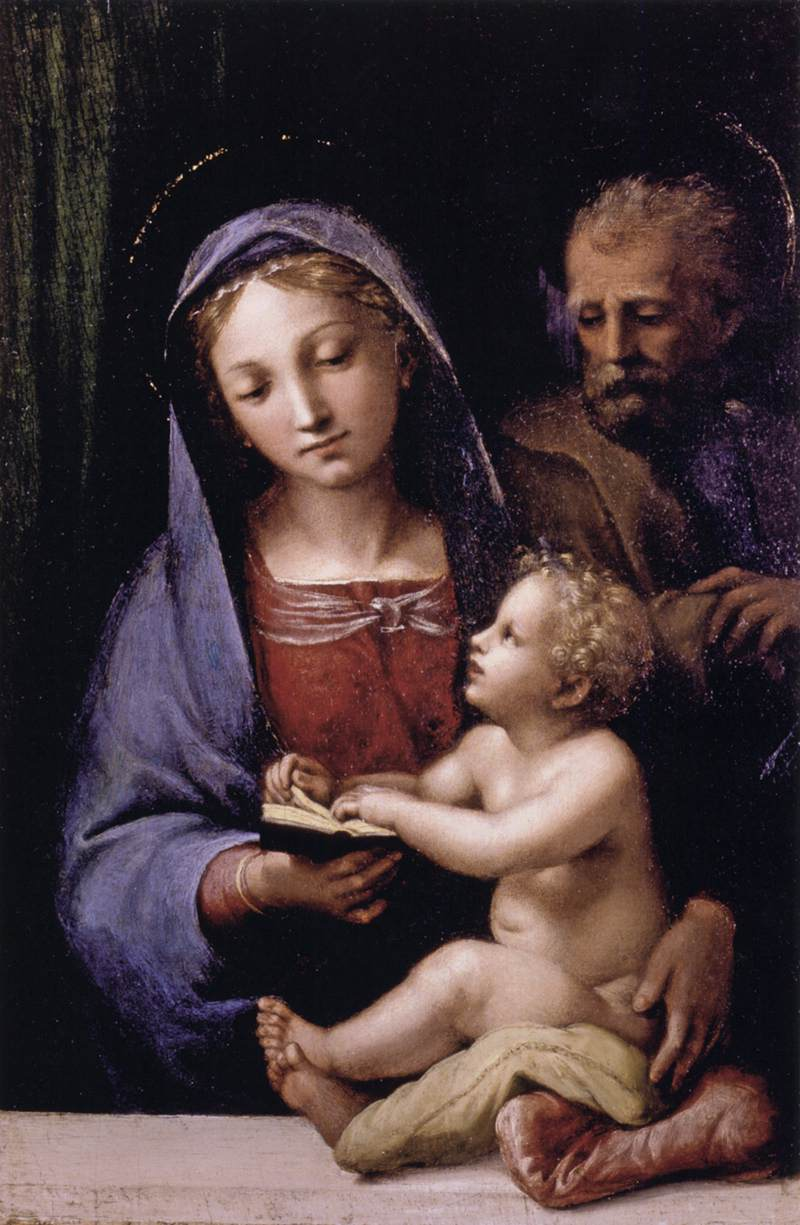
Святое семейство с книгой. Между 1512 и 1515. Дерево, темпера. Палаццо Питти. Флоренция
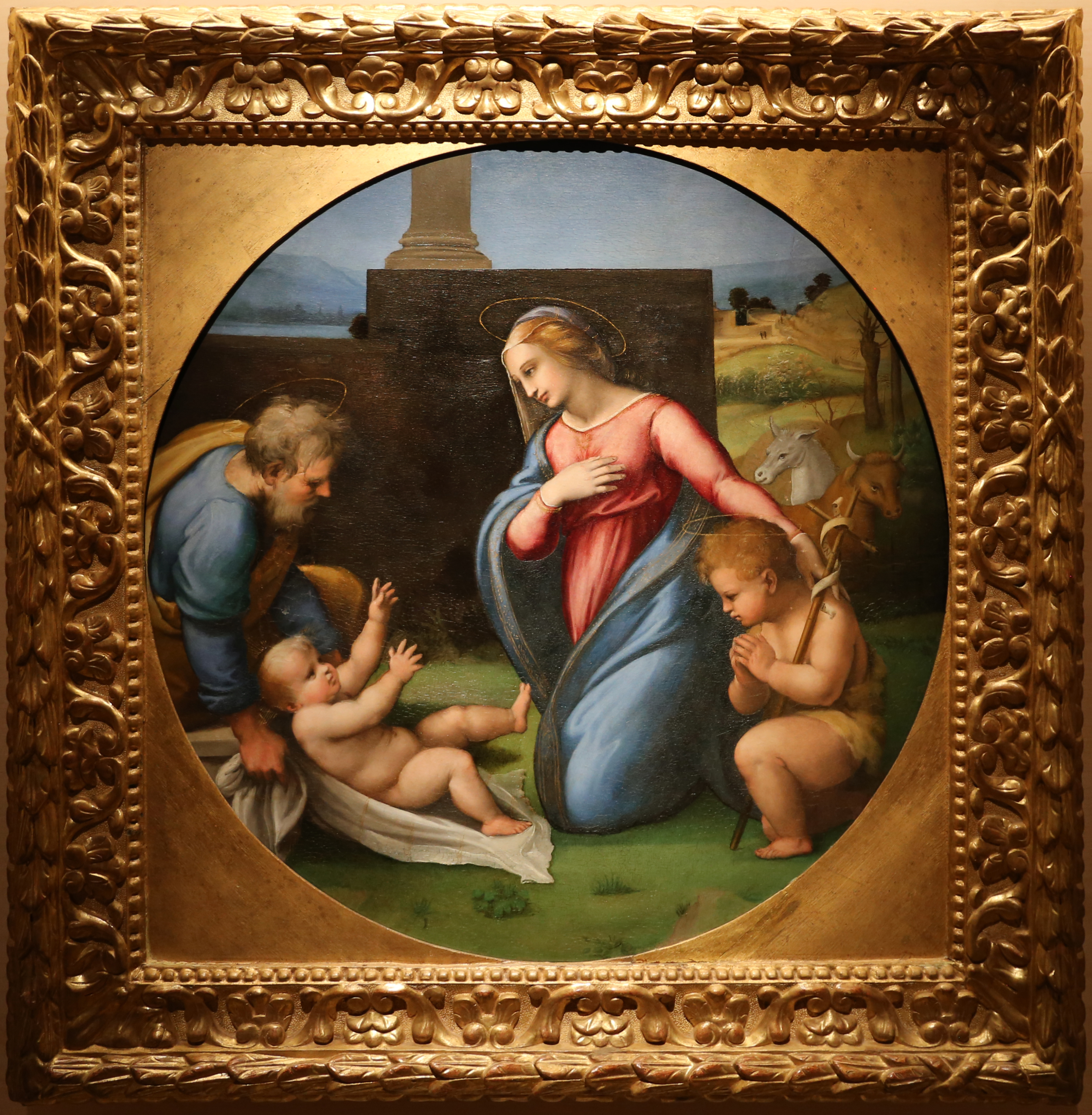
Поклонение Младенцу со Святым семейством и младенцем Иоанном. Ок. 1515. Палаццо Ланфранки, Пиза
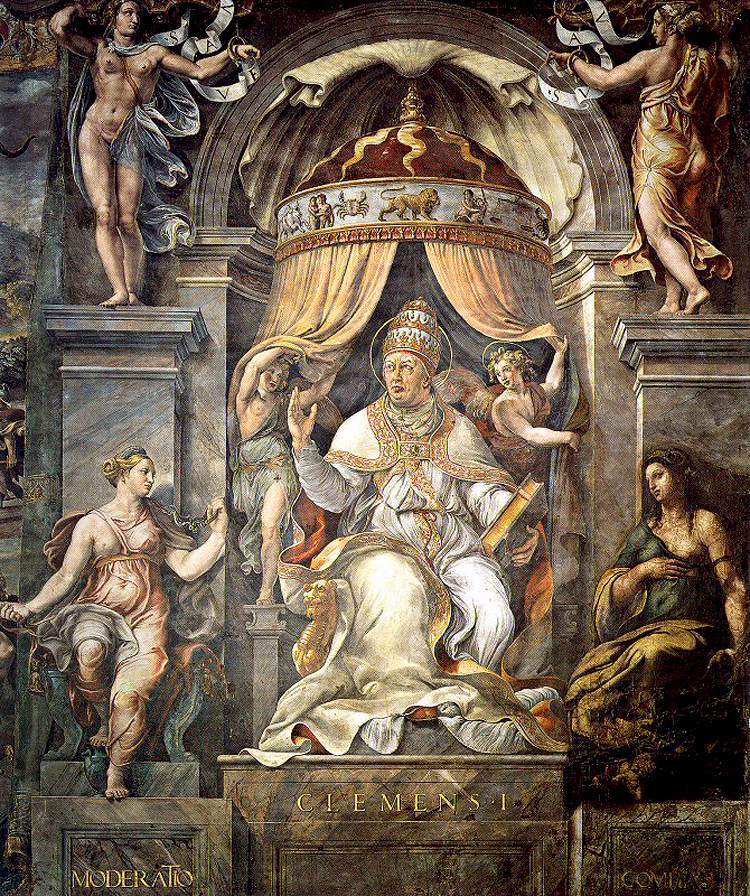
Портрет папы Климента I с чертами Льва Х. Роспись Зала Константина. Деталь. Ок. 1524. Ватикан
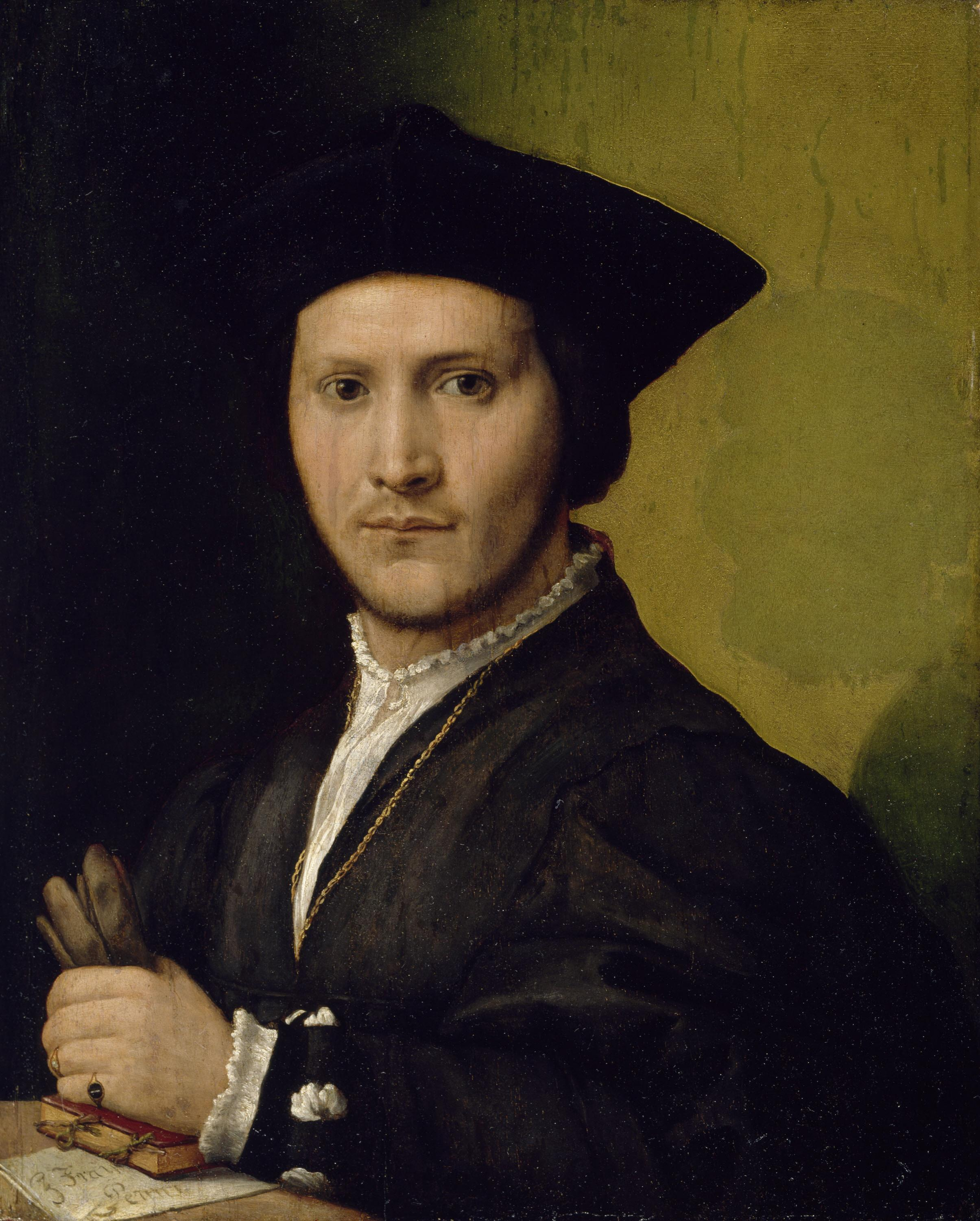
Портрет молодого человека. 1525. Дерево, масло
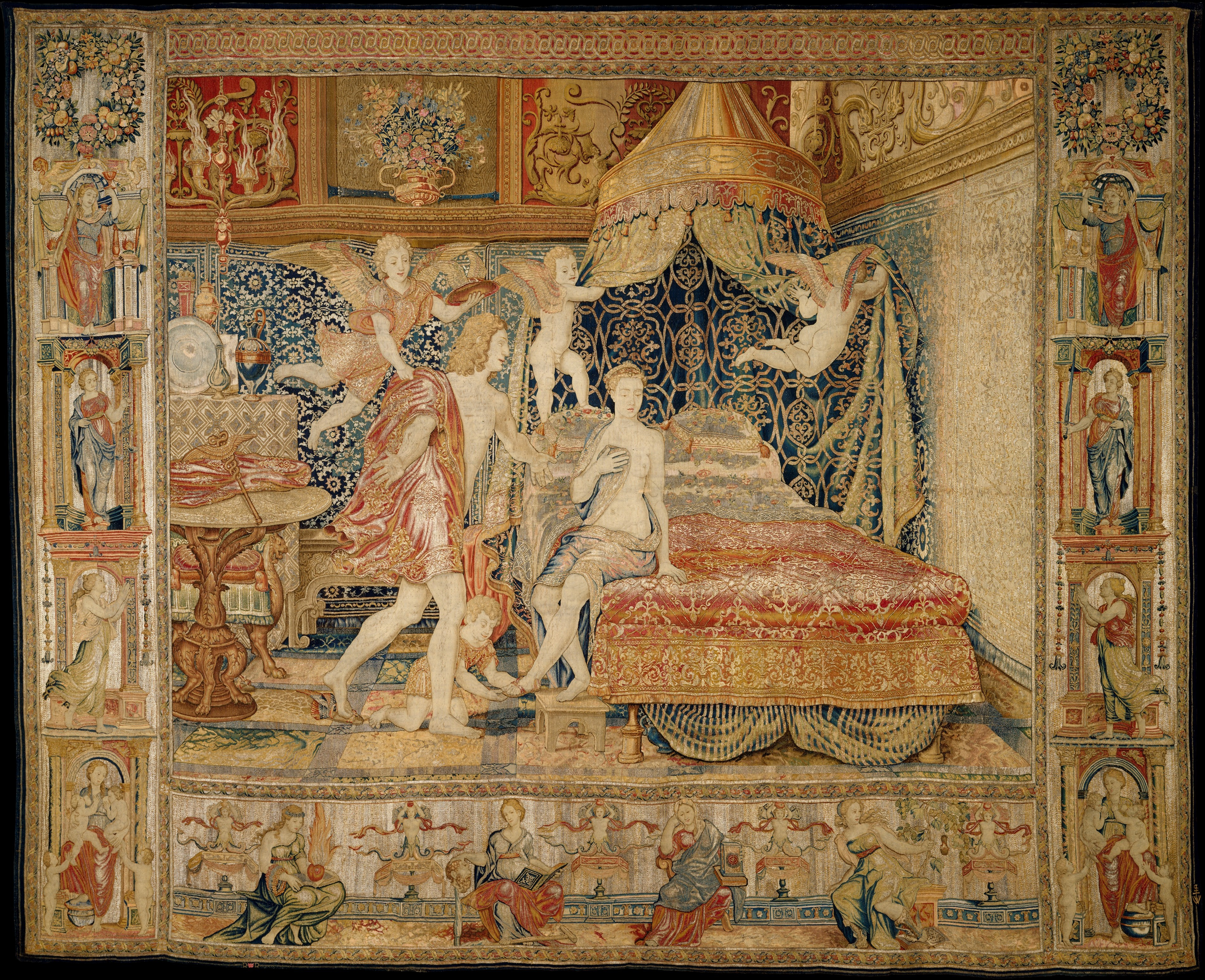
Видение Аглауроса брачного чертога Герсы. Шпалера из серии «История Меркурия и Герсы». По картону Дж. Ф. Пенни (ок. 1540). Брюссель, 1570